# Transatlantic Pictures
Transatlantic Pictures fue una productora creada por Alfred Hitchcock y su socio Sidney Bernstein al final de la Segunda Guerra Mundial. Ambos tenían planeado producir films tanto en Hollywood como en Londres.
En 1950, la productora se declaró en bacanrrota y fue absorbida por Warner Brothers después de los desastrosos resultados de las dos películas que produjeron bajo este sello. La primera de ellas, La soga (Rope) (1948) fue prohibida en algunas ciudades de Estados Unidos por considerar que existía un amorío homosexual entre dos de los personajes protagonistas. La segunda producción Under Capricorn (1949), quedó eclipsada por el affair extramatrimonial de la protagonista del film Ingrid Bergman con el director Roberto Rossellini.